# جين إلين يونغ
جين إلين يونغ هي محامية أمريكية عملت مدعية عامة للولايات المتحدة الامريكية في مقاطعة نيو هامبشاير منذ عام 2022.
حصلت يونغ على بكالوريوس الآداب من سانت انسليم في عام 1986 وحصلت على الدكتورا في القانون سنة 1989 من كلية الحقوق بنيو هامبشاير